# Списак добитника Нобелове награде за хемију
Нобелова награда за хемију je награда коју годишње додељује Краљевска шведска академија наука научницима разних поља хемије. То је једна од пет Нобелових награда успостављених по тестаменту Алфреда Нобела 1895. године, које се додељују за изузетне доприносе у хемији, физици, књижевности, миру, и физиологији или медицини. Овом наградом управља Нобелова задужбина, а додељује је Краљевска шведска академија наука по предлогу Нобеловог комитета за хемију који се састоји од пет чланова које је академија изабрала. Награда се додељује у Стокхолму на годишњој церемонији 10. децембра, годишњици Нобелове смрти. Сваки добитник добија медаљу, диплому и новчану награду која се мењала током година.

## Статистика
Прва Нобелова награда за хемију је додељена 1901. Јакобусу Хенрикусу ван ’т Хофу, из Холандије, „за откриће закона хемијске динамике и осмотског притиска у растворима”, а добио је 150.782 шведске круне. Најмање 25 Нобеловаца добило је награду за доприносе на пољу органске хемије, што је више него на било којем другом пољу хемије. Ричарду Куну (1938) и Адолфу Бутенанту (1939) њихове владе нису дозволиле да прихвате награду. Касније су добили медаљу и диплому, али не и новац. Фредерик Сангер је један од два Нобеловца која су добила Нобелову награду за исту област, и то 1958. и 1980. године. Други је Џон Бардин који је добио Нобелову награду за физику 1956. и 1972. године. Двоје других Нобеловаца су добили награду двапут, за хемију и за неку другу област: Марија Кири (за физику 1903. и за хемију 1911.) и Лајнус Полинг (за хемију 1954. и за мир 1962.). До 2018. године, награда је додељена 180 особа, укључујући пет жена: Марија Кири, Ирена Жолио-Кири (1935), Дороти Хоџкин (1964), Ада Јонат (2009) и Френсис Арнолд (2018).
Награда није додељивана осам пута. Девет пута је додела награде одгођена за следећу годину. Награда није додељена 1914. године јер је Нобелов одбор за хемију одлучио да те године ниједан номиновани научник није испуњавао потребне критеријуме, али је додељена 1915. године Теодору Вилијаму Ричардсу и рачунала се за 1914. годину. Овај преседан поновљен је и за награду 1918. године која је додељена Фрицу Хаберу, као и 1920. године Валтеру Нернсту, 1921. године Фредерику Содију, 1925. године Рихарду Жигмондију, 1927. године Хајнриху Отоу Виланду, 1938. године Ричарду Куну, 1943. године Ђерђу де Хевешу и 1944. године Отоу Хану, при чему је свака награда додељена наредне године.

## Нобеловци

### 1900-е
| Година | Слика | Добитник                    | Држава                           | Разлог | Реф    |
| ------ | ----- | --------------------------- | -------------------------------- | --- | ------ |
| 1901   |       | Јакобус Хенрикус ван ’т Хоф | Холандија                        | „за откриће закона хемијске динамике и осмотског притиска у растворима”                                                                  | [ 15 ] |
| 1902   |       | Херман Емил Фишер           | Немачко царство                  | „за рад на синтези шећера и пурина” | [ 16 ] |
| 1903   |       | Сванте Август Аренијус      | Шведска                          | „за електролитичку теорију дисоцијације”                                                                                                 | [ 17 ] |
| 1904   |       | сер Вилијам Ремзи           | Уједињено Краљевство             | „за откриће елемената инертних гасова у ваздуху”                                                                                         | [ 18 ] |
| 1905   |       | Адолф фон Бајер             | Немачко царство                  | „за рад на органским бојеним растворима и хидроароматичним једињењима”                                                                   | [ 19 ] |
| 1906   |       | Анри Моасан                 | Француска                        | „за истраживање и изоловање елемента флуора и за проналазак електричне пећи која носи његово име” (погледајте: Моасанова електрична пећ) | [ 20 ] |
| 1907   |       | Едуард Бухнер               | Немачко царство                  | „за биохемијско истраживање и откриће ферментације без присуства ћелија”                                                                 | [ 21 ] |
| 1908   |       | сер Ернест Радерфорд        | Уједињено Краљевство Нови Зеланд | „због истраживања дезинтеграције елемената и хемије радиоактивних супстанци”                                                             | [ 22 ] |
| 1909   |       | Вилхелм Оствалд             | Немачко царство                  | „за рад на катализи и истраживање основних принципа хемијске равнотеже и брзине реакција”                                                | [ 23 ] |

### 1910-е
| Година | Слика                   | Добитник                | Држава                    | Разлог                                                       | Реф                     |
| ------ | ----------------------- | ----------------------- | ------------------------- | ------------------------------------------------------------ | ----------------------- |
| 1910   |                         | Ото Валах               | Немачко царство           | „за рад на пољу алицикличних једињења”                       | [ 24 ]                  |
| 1911   |                         | Марија Кири             | Пољска                    | „за откриће радијума и полонијума и за истраживање радијума” | [ 25 ]                  |
| 1912   |                         | Виктор Грињар           | Француска                 | „за откриће Грињаровог реагенса”                             | [ 26 ]                  |
| 1912   |                         | Пол Сабатје             | Француска                 | „за методу хидрогенизације органских једињења”               | [ 26 ]                  |
| 1913   |                         | Алфред Вернер           | Швајцарска                | „за рад на везивању атома у молекуле”                        | [ 27 ]                  |
| 1914   |                         | Теодор Вилијам Ричардс  | Сједињене Америчке Државе | „за одређивање атомских тежина великог броја елемената”      | [ 28 ]                  |
| 1915   |                         | Рихард Мартин Вилштетер | Немачко царство           | „за истраживања на пољу биљних пигмената”                    | [ 29 ]                  |
| 1916   | Награда није додељивана | Награда није додељивана | Награда није додељивана   | Награда није додељивана                                      | Награда није додељивана |
| 1917   | Награда није додељивана | Награда није додељивана | Награда није додељивана   | Награда није додељивана                                      | Награда није додељивана |
| 1918   |                         | Фриц Хабер              | Немачко царство           | „за синтезу амонијака”                                       | [ 30 ]                  |
| 1919   | Награда није додељивана | Награда није додељивана | Награда није додељивана   | Награда није додељивана                                      | Награда није додељивана |

### 1920-е
| Година | Слика                   | Добитник                                | Држава                         | Разлог                                                                                         | Реф                     |
| ------ | ----------------------- | --------------------------------------- | ------------------------------ | ---------------------------------------------------------------------------------------------- | ----------------------- |
| 1920   |                         | Валтер Херман Нернст                    | Немачка                        | „за рад на пољу термохемије”                                                                   | [ 31 ]                  |
| 1921   |                         | Фредерик Соди                           | Уједињено Краљевство           | „за рад на хемији радиоактивних супстанци и истраживања изотопа”                               | [ 32 ]                  |
| 1922   |                         | Франсис Вилијам Астон                   | Уједињено Краљевство           | „за откриће изотопа у великом броју нерадиоактивних елемената и за његово правило целог броја” | [ 33 ]                  |
| 1923   |                         | Фриц Прегл                              | Аустрија Краљевина Југославија | „за откривање методе микроанализе органских супстанци”                                         | [ 34 ]                  |
| 1924   | Награда није додељивана | Награда није додељивана                 | Награда није додељивана        | Награда није додељивана                                                                        | Награда није додељивана |
| 1925   |                         | Рихард Адолф Жигмонди                   | Немачка Мађарска               | „за демонстрацију хетерогене природе колоидних раствора и због метода које је за то користио”  | [ 35 ]                  |
| 1926   |                         | Теодор Сведберг                         | Шведска                        | „за рад на дисперзним системима”                                                               | [ 36 ]                  |
| 1927   |                         | Хајнрих Ото Виланд                      | Немачка                        | „за истраживање жучне киселине и сличних супстанци”                                            | [ 37 ]                  |
| 1928   |                         | Адолф Ото Рајнхолд Виндаус              | Немачка                        | „за истраживања стерола и његове везе са витаминима”                                           | [ 38 ]                  |
| 1929   |                         | Артур Харден                            | Уједињено Краљевство           | „за истраживања ферментације шећера и ензима ферментације”                                     | [ 39 ]                  |
| 1929   |                         | Ханс Карл Аугуст Симон фон Ојлер-Хелпин | Шведска                        | „за истраживања ферментације шећера и ензима ферментације”                                     | [ 39 ]                  |

### 1930-е
| Година | Слика                   | Добитник                      | Држава                           | Разлог | Реф                     |
| ------ | ----------------------- | ----------------------------- | -------------------------------- | --- | ----------------------- |
| 1930   |                         | Ханс Фишер                    | Немачка                          | „за истраживања хемина и хлорофила”                                                                             | [ 40 ]                  |
| 1931   |                         | Карл Бош                      | Немачка                          | „за доприносе хемијским методама високог притиска”                                                              | [ 41 ]                  |
| 1931   | Фридрих Бергијус        |                               | Немачка                          | „за доприносе хемијским методама високог притиска”                                                              | [ 41 ]                  |
| 1932   |                         | Ирвинг Лангмјур               | Сједињене Америчке Државе        | „за рад на хемији површина”                                                                                     | [ 42 ]                  |
| 1933   | Награда није додељивана | Награда није додељивана       | Награда није додељивана          | Награда није додељивана                                                                                         | Награда није додељивана |
| 1934   |                         | Харолд Клејтон Јури           | Сједињене Америчке Државе        | „за откриће тешког водоника”                                                                                    | [ 43 ]                  |
| 1935   |                         | Фредерик Жолио                | Француска                        | „за синтезу нових радиоактивних елемената”                                                                      | [ 44 ]                  |
| 1935   | Ирена Жолио-Кири        |                               | Француска                        | „за синтезу нових радиоактивних елемената”                                                                      | [ 44 ]                  |
| 1936   |                         | Петрус Јозефус Вилхелмус Деби | Холандија                        | „за рад на молекулској структури кроз истраживање диполног момента и дифракције X-зрака и електрона у гасовима” | [ 45 ]                  |
| 1937   |                         | Волтер Норман Хауорт          | Уједињено Краљевство             | „за рад на угљеним хидратима и витамину Ц”                                                                      | [ 46 ]                  |
| 1937   |                         | Паул Карер                    | Швајцарска                       | „за рад на каротеноидима, флавину и витаминима А и Б2”                                                          | [ 46 ]                  |
| 1938   |                         | Ричард Кун                    | Трећи рајх                       | „за рад на каротеноидима и витаминима”                                                                          | [ 47 ]                  |
| 1939   |                         | Адолф Фридрих Јохан Бутенант  | Трећи рајх                       | „за рад на полним хормонима”                                                                                    | [ 48 ]                  |
| 1939   |                         | Леополд Ружичка               | Краљевина Југославија Швајцарска | „за рад на полиметиленима и вишим терпенима”                                                                    | [ 48 ]                  |

### 1940-е
| Година | Слика                   | Добитник                      | Држава                    | Разлог                                                                        | Реф                     |
| ------ | ----------------------- | ----------------------------- | ------------------------- | ----------------------------------------------------------------------------- | ----------------------- |
| 1940   | Награда није додељивана | Награда није додељивана       | Награда није додељивана   | Награда није додељивана                                                       | Награда није додељивана |
| 1941   | Награда није додељивана | Награда није додељивана       | Награда није додељивана   | Награда није додељивана                                                       | Награда није додељивана |
| 1942   | Награда није додељивана | Награда није додељивана       | Награда није додељивана   | Награда није додељивана                                                       | Награда није додељивана |
| 1943   |                         | Ђерђ де Хевеш                 | Трећи рајх                | „за рад на коришћењи изотопа као показивача ради изучавања хемијских процеса” | [ 49 ]                  |
| 1944   |                         | Ото Хан                       | Трећи рајх                | „за откриће фисије тешких језгара”                                            | [ 50 ]                  |
| 1945   |                         | Артури Илмари Виртанен        | Финска                    | „за истраживање у пољопривредној и хемији исхране”                            | [ 51 ]                  |
| 1946   |                         | Џејмс Бачелер Самнер          | Сједињене Америчке Државе | „за откриће да ензими могу бити кристализовани”                               | [ 52 ]                  |
| 1946   |                         | Џон Хауард Нортроп            | Сједињене Америчке Државе | „за препарацију ензима и протеина вируса у чистој форми”                      | [ 52 ]                  |
| 1946   | Вендел Мередит Стенли   |                               | Сједињене Америчке Државе | „за препарацију ензима и протеина вируса у чистој форми”                      | [ 52 ]                  |
| 1947   |                         | сер Роберт Робинсон           | Уједињено Краљевство      | „за истраживања биљних производа, посебно алкалоида”                          | [ 53 ]                  |
| 1948   |                         | Арне Вилхелм Каурин Тизелијус | Шведска                   | „за истраживање електрофорезе и анализу адсорпције”                           | [ 54 ]                  |
| 1949   |                         | Вилијам Франсис Џиок          | Сједињене Америчке Државе | „за допринос на пољу хемијске термодинамике”                                  | [ 55 ]                  |

### 1950-е
| Година | Слика                        | Добитник                     | Држава                    | Разлог                                                                          | Реф    |
| ------ | ---------------------------- | ---------------------------- | ------------------------- | ------------------------------------------------------------------------------- | ------ |
| 1950   |                              | Ото Паул Херман Дилс         | Западна Немачка           | „за откриће и развој синтезе диена. Дилс-Алдерова реакција.”                    | [ 56 ] |
| 1950   | Курт Алдер                   |                              | Западна Немачка           | „за откриће и развој синтезе диена. Дилс-Алдерова реакција.”                    | [ 56 ] |
| 1951   |                              | Едвин Матисон Макмилан       | Сједињене Америчке Државе | „за открића у хемији трансуранијумских елемената”                               | [ 57 ] |
| 1951   | Глен Теодор Сиборг           |                              | Сједињене Америчке Државе | „за открића у хемији трансуранијумских елемената”                               | [ 57 ] |
| 1952   |                              | Арчер Џон Портер Мартин      | Уједињено Краљевство      | „за откриће партиционе хроматографије”                                          | [ 58 ] |
| 1952   | Ричард Лоренс Милингтон Синг |                              | Уједињено Краљевство      | „за откриће партиционе хроматографије”                                          | [ 58 ] |
| 1953   |                              | Херман Штаудингер            | Западна Немачка           | „за открића на пољу хемије макромолекула”                                       | [ 59 ] |
| 1954   |                              | Лајнус Карл Полинг           | Сједињене Америчке Државе | „за истраживања природе хемијске везе”                                          | [ 60 ] |
| 1955   |                              | Винсент ду Винјо             | Сједињене Америчке Државе | „за рад на једињењима сумпора, посебно због прве синтезе полипептидног хормона” | [ 61 ] |
| 1956   |                              | сер Сирил Норман Хиншелвуд   | Уједињено Краљевство      | „за истраживања механизма хемијских реакција”                                   | [ 62 ] |
| 1956   |                              | Николај Николајевич Семјонов | СССР                      | „за истраживања механизма хемијских реакција”                                   | [ 62 ] |
| 1957   |                              | сер Александар Тод           | Уједињено Краљевство      | „за рад на нуклеотидима и нуклеотидним коензимима”                              | [ 63 ] |
| 1958   |                              | Фредерик Сангер              | Уједињено Краљевство      | „за рад на структури протеина, посебно инсулина”                                | [ 64 ] |
| 1959   |                              | Јарослав Хејровски           | Чехословачка              | „за откриће и развој поларографских метода анализе”                             | [ 65 ] |

### 1960-е
| Година | Слика              | Добитник                   | Држава                             | Разлог                                                                    | Реф    |
| ------ | ------------------ | -------------------------- | ---------------------------------- | ------------------------------------------------------------------------- | ------ |
| 1960   |                    | Вилард Френк Либи          | Сједињене Америчке Државе          | „за методу коришћења угљеника-14 за одређивање старости”                  | [ 66 ] |
| 1961   |                    | Мелвин Калвин              | Сједињене Америчке Државе          | „за истраживање усвајања угљеник диоксида у биљкама”                      | [ 67 ] |
| 1962   |                    | Макс Фердинанд Перуц       | Уједињено Краљевство               | „за истраживања структуре глобуларних протеина”                           | [ 68 ] |
| 1962   | Џон Каудери Кендру |                            | Уједињено Краљевство               | „за истраживања структуре глобуларних протеина”                           | [ 68 ] |
| 1963   |                    | Калр Зиглер                | Западна Немачка                    | „за открића у вези виших полимера”                                        | [ 69 ] |
| 1963   |                    | Ђулио Ната                 | Италија                            | „за открића у вези виших полимера”                                        | [ 69 ] |
| 1964   |                    | Дороти Кроуфут Хоџкин      | Уједињено Краљевство               | „за утврђивање техникама X-зрака структура важних биохемијских супстанци” | [ 70 ] |
| 1965   |                    | Роберт Бернс Вудвард       | Сједињене Америчке Државе          | „за достигнућа у органској синтези”                                       | [ 71 ] |
| 1966   |                    | Роберт Сандерсон Маликен   | Сједињене Америчке Државе          | „за рад у вези хемијских веза и електронске структуре молекула”           | [ 72 ] |
| 1967   |                    | Манфред Ајген              | Западна Немачка                    | „за истраживања екстремно брзих хемијских реакција”                       | [ 73 ] |
| 1967   |                    | Роналд Џорџ Рејфорд Нориш  | Уједињено Краљевство               | „за истраживања екстремно брзих хемијских реакција”                       | [ 73 ] |
| 1967   | Џорџ Портер        |                            | Уједињено Краљевство               | „за истраживања екстремно брзих хемијских реакција”                       | [ 73 ] |
| 1968   |                    | Ларс Онсагер               | Сједињене Америчке Државе Норвешка | „за откриће реципрочних односа који носе његово име”                      | [ 74 ] |
| 1969   |                    | Дерек Харолд Ричард Бартон | Сједињене Америчке Државе          | „за доприносе развоју концепта конформације”                              | [ 75 ] |
| 1969   |                    | Од Хасел                   | Норвешка                           | „за доприносе развоју концепта конформације”                              | [ 75 ] |

### 1970-е
| Година | Слика         | Добитник                | Држава                          | Разлог                                                                                                  | Реф    |
| ------ | ------------- | ----------------------- | ------------------------------- | --- | ------ |
| 1970   |               | Луис Федерико Лелоир    | Аргентина                       | „за откриће нуклеотидни шећери и њихове улоге у биосинтези угљених хидрата”                             | [ 76 ] |
| 1971   |               | Герхард Херцберг        | Канада Западна Немачка          | „за доприносе електронској структури и геометрији молекула, посебно слободних радикала”                 | [ 77 ] |
| 1972   |               | Кристијан Б. Анфинсен   | Сједињене Америчке Државе       | „за рад на рибонуклеази”                                                                                | [ 78 ] |
| 1972   |               | Станфорд Мур            | Сједињене Америчке Државе       | „за доприносе разумевању везе између хемијске структуре и каталитичке активности молекула рибонуклеазе” | [ 78 ] |
| 1972   | Вилијам Стајн |                         | Сједињене Америчке Државе       | „за доприносе разумевању везе између хемијске структуре и каталитичке активности молекула рибонуклеазе” | [ 78 ] |
| 1973   |               | Ернст Ото Фишер         | Западна Немачка                 | „за рад на хемији органометалних једињења”                                                              | [ 79 ] |
| 1973   |               | Џефри Вилкинсон         | Уједињено Краљевство            | „за рад на хемији органометалних једињења”                                                              | [ 79 ] |
| 1974   |               | Пол Џ. Флори            | Сједињене Америчке Државе       | „за целокупни рад, и теоретски и експериментални, на пољу физичке хемије макромолекула”                 | [ 80 ] |
| 1975   |               | сер Џон Воркап Корнфорт | Аустралија Уједињено Краљевство | „за рад на стереохемији ензимски катализованих реакција”                                                | [ 81 ] |
| 1975   |               | Владимир Прелог         | СФРЈ Швајцарска                 | „за истраживања стереохемије органских молекула и реакција”                                             | [ 81 ] |
| 1976   |               | Вилијам Нан Липском     | Сједињене Америчке Државе       | „за истраживања структуре борана”                                                                       | [ 82 ] |
| 1977   |               | Иља Пригогин            | Белгија                         | „за доприносе неравнотежној термодинамици”                                                              | [ 83 ] |
| 1978   |               | Питер Д. Мичел          | Уједињено Краљевство            | „за формулацију хемиосмотске теорије”                                                                   | [ 84 ] |
| 1979   |               | Херберт Си Браун        | Сједињене Америчке Државе       | „за развој коришћења једињења која садрже бор и фосфор, као реагенаса у органској синтези”              | [ 85 ] |
| 1979   |               | Џорџ Витиг              | Немачка                         | „за развој коришћења једињења која садрже бор и фосфор, као реагенаса у органској синтези”              | [ 85 ] |

### 1980-е
| Година | Слика                | Добитник             | Држава                                   | Разлог                                                                                             | Реф    |
| ------ | -------------------- | -------------------- | ---------------------------------------- | -------------------------------------------------------------------------------------------------- | ------ |
| 1980   |                      | Пол Берг             | Сједињене Америчке Државе                | „за целокупна истраживања биохемије нуклеинских киселина, са посебном пажњом на рекомбинантну-ДНК” | [ 86 ] |
| 1980   | Walter Gilbert       | Волтер Гилберт       | Сједињене Америчке Државе                | „за доприносе у вези са одређивањем секвенце база у нуклеинским киселинама”                        | [ 86 ] |
| 1980   | Frederick Sanger     | Фредерик Сангер      | Уједињено Краљевство                     | „за доприносе у вези са одређивањем секвенце база у нуклеинским киселинама”                        | [ 86 ] |
| 1981   |                      | Кеничи Фукуи         | Јапан                                    | „за теорије у вези са током хемијских реакција”                                                    | [ 87 ] |
| 1981   |                      | Роалд Хофман         | Сједињене Америчке Државе Пољска         | „за теорије у вези са током хемијских реакција”                                                    | [ 87 ] |
| 1982   |                      | Арон Клуг            | Уједињено Краљевство                     | „за развој кристалографске електронске микроскопије”                                               | [ 88 ] |
| 1983   |                      | Хенри Тауб           | Сједињене Америчке Државе                | „за истраживање механизама реакција са преносом електрона”                                         | [ 89 ] |
| 1984   |                      | Роберт Брус Мерифилд | Сједињене Америчке Државе                | „за развој методологије за хемијску синтезу на чврстој подлози”                                    | [ 90 ] |
| 1985   |                      | Херберт А. Хауптман  | Сједињене Америчке Државе                | „за достигнућа у развоју директних метода за одређивање кристалних структура”                      | [ 91 ] |
| 1985   | Џером Карл           |                      | Сједињене Америчке Државе                | „за достигнућа у развоју директних метода за одређивање кристалних структура”                      | [ 91 ] |
| 1986   | Dudley R. Herschbach | Дадли Р. Хершбак     | Сједињене Америчке Државе                | „за доприносе у вези са динамиком хемијских елементарних процеса”                                  | [ 92 ] |
| 1986   |                      | Јуан Т. Ли           | Сједињене Америчке Државе Република Кина | „за доприносе у вези са динамиком хемијских елементарних процеса”                                  | [ 92 ] |
| 1986   |                      | Џон К. Полањи        | Канада Мађарска                          | „за доприносе у вези са динамиком хемијских елементарних процеса”                                  | [ 92 ] |
| 1987   |                      | Доналд Џ. Крам       | Сједињене Америчке Државе                | „за развој и коришћење молекула са структурно специфичним интеракцијама велике селективности”      | [ 93 ] |
| 1987   |                      | Жан-Мари Лен         | Француска                                | „за развој и коришћење молекула са структурно специфичним интеракцијама велике селективности”      | [ 93 ] |
| 1987   |                      | Чарлс Џ. Педерсен    | Сједињене Америчке Државе                | „за развој и коришћење молекула са структурно специфичним интеракцијама велике селективности”      | [ 93 ] |
| 1988   |                      | Јохан Дајзенхофер    | Западна Немачка                          | „за одређивање тродимензионалне структуре фотосинтезног реакционог центра”                         | [ 94 ] |
| 1988   | Robert Huber         | Роберт Хубер         | Западна Немачка                          | „за одређивање тродимензионалне структуре фотосинтезног реакционог центра”                         | [ 94 ] |
| 1988   | Хартмут Михел        |                      | Западна Немачка                          | „за одређивање тродимензионалне структуре фотосинтезног реакционог центра”                         | [ 94 ] |
| 1989   |                      | Сидни Алтман         | Канада Сједињене Америчке Државе         | „за откриће каталитичких својстава РНК”                                                            | [ 95 ] |
| 1989   | Thomas R. Cech       | Томас Р. Чек         | Сједињене Америчке Државе                | „за откриће каталитичких својстава РНК”                                                            | [ 95 ] |

### 1990-е
| Година | Слика              | Добитник          | Држава                             | Разлог                                                                                                 | Реф     |
| ------ | ------------------ | ----------------- | ---------------------------------- | --- | ------- |
| 1990   |                    | Елајас Џејмс Кори | Сједињене Америчке Државе          | „за развој теорије и методологије органске синтезе”                                                    | [ 96 ]  |
| 1991   | Richard R. Ernst   | Рихард Р. Ернст   | Швајцарска                         | „за доприносе развоју нуклеарно магнетно резонантне (НМР) спектроскопије високог разлагања”            | [ 97 ]  |
| 1992   |                    | Рудолф А. Маркус  | Сједињене Америчке Државе Канада   | „за доприносе теорији реакција преноса електрона у хемијским системима”                                | [ 98 ]  |
| 1993   |                    | Кари Б. Малис     | Сједињене Америчке Државе          | „за допринос развоју полимеразне ланчане реакције”                                                     | [ 99 ]  |
| 1993   |                    | Мајкл Смит        | Канада                             | „за допринос развоју мутагенезе засноване на олигонуклеотидима и њеном развоју за испитивање протеина” | [ 99 ]  |
| 1994   |                    | Џорџ А. Ола       | Сједињене Америчке Државе Мађарска | „за допринос хемији угљеничног катјона”                                                                | [ 100 ] |
| 1995   |                    | Паул Ј. Круцен    | Холандија                          | „за рад на атмосферској хемији, посебно у вези са стварањем и разградњом озона”                        | [ 101 ] |
| 1995   |                    | Марио Х. Молина   | Мексико                            | „за рад на атмосферској хемији, посебно у вези са стварањем и разградњом озона”                        | [ 101 ] |
| 1995   |                    | Ф. Шервуд Роуланд | Сједињене Америчке Државе          | „за рад на атмосферској хемији, посебно у вези са стварањем и разградњом озона”                        | [ 101 ] |
| 1996   |                    | Роберт Керл       | Сједињене Америчке Државе          | „за откриће фулерена”                                                                                  | [ 102 ] |
| 1996   |                    | сер Харолд Крото  | Уједињено Краљевство               | „за откриће фулерена”                                                                                  | [ 102 ] |
| 1996   |                    | Ричард Смоли      | Сједињене Америчке Државе          | „за откриће фулерена”                                                                                  | [ 102 ] |
| 1997   |                    | Пол Д. Бојер      | Сједињене Америчке Државе          | „за расветљавање ензимских механизама у синтези аденозин трифосфата”                                   | [ 103 ] |
| 1997   |                    | Џон Е. Вокер      | Уједињено Краљевство               | „за расветљавање ензимских механизама у синтези аденозин трифосфата”                                   | [ 103 ] |
| 1997   |                    | Јенс К. Скоу      | Данска                             | „за откриће јон транспортног ензима, Na+K±ATРаза”                                                      | [ 103 ] |
| 1998   | Walter Kohn        | Волтер Кон        | Сједињене Америчке Државе          | „за развој функционалне теорије густина”                                                               | [ 104 ] |
| 1998   | John Anthony Pople | Џон А. Попл       | Уједињено Краљевство               | „за развој рачунарских метода у квантној хемији”                                                       | [ 104 ] |
| 1999   |                    | Ахмед Зеваил      | Сједињене Америчке Државе Египат   | „за истраживања прелазних стања хемијских реакција помоћу фемтосекундне спектроскопије”                | [ 105 ] |

### 2000-е
| Година | Слика              | Добитник                | Држава                                                | Разлог | Реф     |
| ------ | ------------------ | ----------------------- | ----------------------------------------------------- | --- | ------- |
| 2000   |                    | Алан Џ. Хигер           | Сједињене Америчке Државе                             | „за откриће и развој проводних полимера”                                                                                             | [ 106 ] |
| 2000   |                    | Алан Џ. Макдајармид     | Сједињене Америчке Државе Нови Зеланд                 | „за откриће и развој проводних полимера”                                                                                             | [ 106 ] |
| 2000   |                    | Хидеки Ширакава         | Јапан                                                 | „за откриће и развој проводних полимера”                                                                                             | [ 106 ] |
| 2001   |                    | Вилијам С. Ноулс        | Сједињене Америчке Државе                             | „за рад на хирално катализованим хидрогенационим реакцијама”                                                                         | [ 107 ] |
| 2001   | Ryōji Noyori       | Рјоџи Нојори            | Јапан                                                 | „за рад на хирално катализованим хидрогенационим реакцијама”                                                                         | [ 107 ] |
| 2001   |                    | К. Бари Шарплес         | Сједињене Америчке Државе                             | „за рад на хирално катализованим оксидативним реакцијама”                                                                            | [ 107 ] |
| 2002   | John B. Fenn       | Џон Б. Фен              | Сједињене Америчке Државе                             | „за развој методе мекане десорпционе јонизације за масено-спектрометријску анализу биолошких макромолекула”                          | [ 108 ] |
| 2002   |                    | Коичи Танака            | Јапан                                                 | „за развој методе мекане десорпционе јонизације за масено-спектрометријску анализу биолошких макромолекула”                          | [ 108 ] |
| 2002   | Kurt Wüthrich      | Курт Витрих             | Швајцарска                                            | „за развој нуклеарно магнетно резонантне спектроскопије за одређивање тродимензионалне структуре биолошких макромолекула у раствору” | [ 108 ] |
| 2003   |                    | Питер Агри              | Сједињене Америчке Државе                             | „за проналазак канала воде у ћелијским мембранама”                                                                                   | [ 109 ] |
| 2003   | Roderick MacKinnon | Родерик Макинон         | Сједињене Америчке Државе                             | „за структурна и механистичка испитивања јонских канала у ћелијским мембранама”                                                      | [ 109 ] |
| 2004   |                    | Арон Чихановер          | Израел                                                | „за откриће убиквитином посредоване разградње протеина”                                                                              | [ 110 ] |
| 2004   | Аврам Хершко       |                         | Израел                                                | „за откриће убиквитином посредоване разградње протеина”                                                                              | [ 110 ] |
| 2004   |                    | Ирвин Роуз              | Сједињене Америчке Државе                             | „за откриће убиквитином посредоване разградње протеина”                                                                              | [ 110 ] |
| 2005   |                    | Ив Шовен                | Француска                                             | „за развој методе метатезе у органској синтези”                                                                                      | [ 111 ] |
| 2005   | Robert Grubbs      | Роберт Грабс            | Сједињене Америчке Државе                             | „за развој методе метатезе у органској синтези”                                                                                      | [ 111 ] |
| 2005   | Ричард Шрок        |                         | Сједињене Америчке Државе                             | „за развој методе метатезе у органској синтези”                                                                                      | [ 111 ] |
| 2006   |                    | Роџер Д. Корнберг       | Сједињене Америчке Државе                             | „за истраживање молекуларне основе еукариотске транскрипције”                                                                        | [ 112 ] |
| 2007   |                    | Герхард Ертл            | Немачка                                               | „за истраживање хемијских процеса на чврстим површинама”                                                                             | [ 113 ] |
| 2008   |                    | Осаму Шимомура          | Јапан                                                 | „за откриће и развој зеленог флуоресцентног протеина”                                                                                | [ 114 ] |
| 2008   |                    | Мартин Чалфи            | Сједињене Америчке Државе                             | „за откриће и развој зеленог флуоресцентног протеина”                                                                                | [ 114 ] |
| 2008   | Роџер Чен          |                         | Сједињене Америчке Државе                             | „за откриће и развој зеленог флуоресцентног протеина”                                                                                | [ 114 ] |
| 2009   |                    | Венкатраман Рамакришнан | Сједињене Америчке Државе Индија Уједињено Краљевство | „за студије структуре и функције рибозома”                                                                                           | [ 115 ] |
| 2009   |                    | Томас Стајц             | Сједињене Америчке Државе                             | „за студије структуре и функције рибозома”                                                                                           | [ 115 ] |
| 2009   |                    | Ада Јонат               | Израел                                                | „за студије структуре и функције рибозома”                                                                                           | [ 115 ] |

### 2010-е
| Година | Слика          | Добитник           | Држава                                                | Разлог | Реф     |
| ------ | -------------- | ------------------ | ----------------------------------------------------- | --- | ------- |
| 2010   |                | Ричард Хек         | Сједињене Америчке Државе                             | „због рада на стварању нових органских једињења уз коришћење паладијума као катализатора”                    | [ 116 ] |
| 2010   |                | Еј-ичи Негиши      | Јапан                                                 | „због рада на стварању нових органских једињења уз коришћење паладијума као катализатора”                    | [ 116 ] |
| 2010   | Акира Сузуки   |                    | Јапан                                                 | „због рада на стварању нових органских једињења уз коришћење паладијума као катализатора”                    | [ 116 ] |
| 2011   |                | Данијел Шехтман    | Израел                                                | „за откриће квазикристала”                                                                                   | [ 117 ] |
| 2012   |                | Роберт Лефковиц    | Сједињене Америчке Државе                             | „за проучавање Г протеин спрегнутих рецептора”                                                               | [ 118 ] |
| 2012   | Брајан Кобилка |                    | Сједињене Америчке Државе                             | „за проучавање Г протеин спрегнутих рецептора”                                                               | [ 118 ] |
| 2013   |                | Мартин Карплус     | Сједињене Америчке Државе Аустрија                    | „за рад на развоју модела комплексних хемијских система”                                                     | [ 119 ] |
| 2013   |                | Мајкл Левит        | Сједињене Америчке Државе Уједињено Краљевство Израел | „за рад на развоју модела комплексних хемијских система”                                                     | [ 119 ] |
| 2013   |                | Аријех Варшел      | Сједињене Америчке Државе Израел                      | „за рад на развоју модела комплексних хемијских система”                                                     | [ 119 ] |
| 2014   |                | Ерик Бециг         | Сједињене Америчке Државе                             | „за унапређење резолуције модерних микроскопа”                                                               | [ 120 ] |
| 2014   |                | Штефан Хел         | Немачка Румунија                                      | „за унапређење резолуције модерних микроскопа”                                                               | [ 120 ] |
| 2014   |                | Вилијам Мернер     | Сједињене Америчке Државе                             | „за унапређење резолуције модерних микроскопа”                                                               | [ 120 ] |
| 2015   |                | Томас Линдал       | Шведска Уједињено Краљевство                          | „за механистичке студије о обнови ДНК”                                                                       | [ 121 ] |
| 2015   |                | Пол Модрич         | Сједињене Америчке Државе                             | „за механистичке студије о обнови ДНК”                                                                       | [ 121 ] |
| 2015   |                | Азиз Санџар        | Сједињене Америчке Државе Турска                      | „за механистичке студије о обнови ДНК”                                                                       | [ 121 ] |
| 2016   |                | Жан-Пјер Соваж     | Француска                                             | „за дизајн и синтезу молекуларних машина”                                                                    | [ 122 ] |
| 2016   |                | Фрејзер Стодарт    | Уједињено Краљевство Сједињене Америчке Државе        | „за дизајн и синтезу молекуларних машина”                                                                    | [ 122 ] |
| 2016   |                | Бен Феринга        | Холандија                                             | „за дизајн и синтезу молекуларних машина”                                                                    | [ 122 ] |
| 2017   |                | Жак Дибоше         | Швајцарска                                            | „за развој криоелектронске микроскопије за високорезолуцијско одређивање структуре биомолекула у једињењу”   | [ 123 ] |
| 2017   |                | Јоахим Франк       | Немачка Сједињене Америчке Државе                     | „за развој криоелектронске микроскопије за високорезолуцијско одређивање структуре биомолекула у једињењу”   | [ 123 ] |
| 2017   |                | Ричард Хендерсон   | Уједињено Краљевство                                  | „за развој криоелектронске микроскопије за високорезолуцијско одређивање структуре биомолекула у једињењу”   | [ 123 ] |
| 2018   |                | Френсис Арнолд     | Сједињене Америчке Државе                             | „за истраживања везана за измену својстава протеина како би се користили у терапеутске и индустријске сврхе” | [ 124 ] |
| 2018   | Џорџ Смит      |                    | Сједињене Америчке Државе                             | „за истраживања везана за измену својстава протеина како би се користили у терапеутске и индустријске сврхе” | [ 124 ] |
| 2018   |                | Грег Винтер        | Уједињено Краљевство                                  | „за истраживања везана за измену својстава протеина како би се користили у терапеутске и индустријске сврхе” | [ 124 ] |
| 2019   |                | Џон Б. Гудинаф     | Сједињене Америчке Државе                             | „за развој литијум-јонских батерија”                                                                         | [ 125 ] |
| 2019   |                | М. Стенли Витингам | Уједињено Краљевство · Сједињене Америчке Државе      | „за развој литијум-јонских батерија”                                                                         | [ 125 ] |
| 2019   |                | Акира Јошино       | Јапан                                                 | „за развој литијум-јонских батерија”                                                                         | [ 125 ] |

### 2020-е
| Година | Слика | Добитник          | Држава                                           | Разлог                                          | Реф     |
| ------ | ----- | ----------------- | ------------------------------------------------ | ----------------------------------------------- | ------- |
| 2020   |       | Емануел Шарпентје | Француска                                        | „за развој методе за уређивање генома”          | [ 126 ] |
| 2020   |       | Џенифер Дудна     | САД                                              | „за развој методе за уређивање генома”          | [ 126 ] |
| 2021   |       | Бенјамин Лист     | Немачка                                          | „за развој асиметричне органокатализе”          | [ 127 ] |
| 2021   |       | Дејвид Макмилан   | Уједињено Краљевство Сједињене Америчке Државе   | „за развој асиметричне органокатализе”          | [ 127 ] |
| 2022   |       | Каролин Бертоци   | Сједињене Америчке Државе ·                      | „за развој клик хемије и биоортогоналне хемије” | [ 128 ] |
| 2022   |       | Мортен Мелдал     | Данска                                           | „за развој клик хемије и биоортогоналне хемије” | [ 128 ] |
| 2022   |       | Карл Бари Шарплес | Сједињене Америчке Државе                        | „за развој клик хемије и биоортогоналне хемије” | [ 128 ] |
| 2023   |       | Мунги Бавенди     | Сједињене Америчке Државе                        | „за откривање и синтезу квантних тачака”        | [ 129 ] |
| 2023   |       | Луис Брус         | Сједињене Америчке Државе                        | „за откривање и синтезу квантних тачака”        | [ 129 ] |
| 2023   |       | Алексеј Екимов    | Сједињене Америчке Државе · Русија               | „за откривање и синтезу квантних тачака”        | [ 129 ] |
| 2024   |       | Дејвид Бејкер     | Сједињене Америчке Државе                        | „за рачунарски дизајн протеина”                 | [ 130 ] |
| 2024   |       | Демис Хасабис     | Уједињено Краљевство                             | „за предвиђање структуре протеина”              | [ 130 ] |
| 2024   |       | Џон Џампер        | Сједињене Америчке Државе · Уједињено Краљевство | „за предвиђање структуре протеина”              | [ 130 ] |